# Camden Haven
Camden Haven é uma paróquia na região de Mid North Coast, no estado de Nova Gales do Sul, na Austrália. De acordo com o censo australiano de 2016, a população era de 16.746 habitantes.